# Гермейер, Юрий Борисович
Юрий Борисович Гермейер (18 июля 1918, Аткарск — 24 июня 1975, Москва) — советский учёный, специалист в области прикладной математики, исследования операций и теории игр. Основатель кафедры исследования операций на факультете вычислительной математики и кибернетики МГУ.

## Биография
Родился в семье военного врача Бориса Александровича Гермейера и медсестры Елены Васильевны (урождённой Тихомировой-Покровской).
Потеряв отца вскоре после рождения, а мать в 1933 году, Юрий переехал в Москву к старшей сестре Галине и поступил в 1-ю опытно-показательную школу имени Горького.
Весной 1935 года принял участие в первой в Советском Союзе математической олимпиаде, где стал лауреатом.
Перед этим он занимался в школьном математическом кружке, организованном при Математическом институте АН СССР специально перед олимпиадой. Руководил кружком доцент МГУ И. М. Гельфанд, а среди участников были Борис Шабат, Никита Моисеев и Владимир Рохлин.
В том же году поступил на механико-математический факультет МГУ.
В студенческие годы Юрий Гермейер делил комнату в общежитии на Стромынке с Никитой Моисеевым; их дружба продолжалась всю последующую жизнь.
Оба занимались на кафедре теории функций и функционального анализа у профессора Д. Е. Меньшова; их коллегой в этом был Александр Брудно.
3 июля 1941 года Ю. Б. Гермейер получил диплом с отличием и был направлен в Сталинград инженером-расчётчиком на завод Народного комиссариата авиационной промышленности. В 1942 году переведён в Москву на другой завод, а позже в НИИ-2 того же наркомата.
В 1943 году он без отрыва от производства поступил в аспирантуру к Д. Е. Меньшову. В 1947 году защитил кандидатскую диссертацию «Производные Римана и Валле-Пуссена и их применения к некоторым вопросам из теории тригонометрических рядов».
В 1963 году защитил диссертацию на соискание учёной степени доктора технических наук по закрытой тематике. Одним из оппонентов была Е. С. Вентцель.

Надгробие на Головинском кладбище

В 1966 году Ю. Б. Гермейер перешёл в Вычислительный центр АН СССР, заведующим сектором теории операций в лаборатории, возглавляемой Н. Н. Моисеевым. Организовал научный семинар по исследованию операций и теории игр и до конца жизни руководил его работой. Семинар привлекал и докладчиков, и слушателей из различных исследовательских организаций и учебных заведений.
В том же 1966 году Ю. Б. Гермейер начал читать курс «Математические и методологические основы исследования операций» на кафедре вычислительной математики мехмата МГУ. В 1968 году получил звание профессора.
При создании в 1970 году факультета вычислительной математики и кибернетики МГУ организовал кафедру исследования операций и стал её первым заведующим. Под его научным руководством защищён ряд кандидатских диссертаций.
C 1941 года Ю. Б. Гермейер женат на Елизавете Тоцкой, также студентке мехмата. Их сын Андрей окончил Московский авиационный институт и работал в авиационной промышленности.
Юрий Борисович скоропостижно скончался в июне 1975 года во время сильной жары в Москве. Похоронен на Головинском кладбище.

## Награды
Был награждён орденами «Трудового Красного Знамени» (1957) и «Знак Почёта» (1975), медалями «За доблестный труд в Великой Отечественной войне 1941—1945 гг.» (1946), «В память 800-летия Москвы» (1948), «За доблестный труд. В ознаменование 100-летия со дня рождения Владимира Ильича Ленина» (1970).

## Избранные научные труды

### Книги
- Гермейер Ю. Б. Введение в теорию исследования операций. — М.: Наука, 1971. — 384 с. — (Оптимизация и исследование операций). — 22 500 экз.

немецкий перевод:
- Germeĭer J. B. Einführung in die Theorie der Operationsforschung / Herausgegeben von Horst Hollatz. Übersetzt aus dem Russischen von Horst Weinert. — Berlin: Akademie-Verlag, 1974. — viii+302 с. — (Mathematische Lehrbücher und Monographien, I. Abteilung: Mathematische Lehrbücher, Band 26).
- Гермейер Ю. Б., Морозов В. В., Сухарев А. Г., Фёдоров В. В. Задачник по исследованию операций. — М.: Издательство МГУ, 1975.
- Гермейер Ю. Б. Игры с непротивоположными интересами / С предисловием Н. Н. Моисеева. — М.: Наука, 1976. — 328 с. — (Оптимизация и исследование операций). — 9700 экз.

английский перевод:
- Germeĭer, Yu. B. Nonantagonistic games / Translated from the Russian and with a preface by Anatol Rapoport. — Dordrecht: D. Reidel Publishing Co., 1986. — xiv+331 с. — (Theory and Decision Library, 46). — ISBN 90-277-2023-1.

### Статьи
- Гермейер Ю. Б. Необходимые условия максимина // Журнал вычислительной математики и математической физики. — 1969. — Т. 9, № 2. — С. 432—438.
- Гермейер Ю. Б. Дискретный принцип максимума в задачах определения максимина // Журнал вычислительной математики и математической физики. — 1970. — Т. 10, № 2. — С. 461—465.
- Гермейер Ю. Б. Игровые концепции в исследовании систем // Известия АН СССР. Техническая кибернетика. — 1970. — № 2. — С. 25—34.
- Гермейер Ю. Б., Моисеев Н. Н. О некоторых задачах теории иерархических систем управления // Проблемы прикладной математики и механики. — М.: Наука, 1971. — С. 30—43.
- Гермейер Ю. Б. Об играх двух лиц с фиксированной последовательностью ходов // Доклады Академии наук. — 1971. — Т. 198, № 5. — С. 1001—1004.
- Гермейер Ю. Б. К теории игр трёх лиц // Журнал вычислительной математики и математической физики. — 1973. — Т. 13, № 6. — С. 1459—1468.
- Гермейер Ю. Б., Ватель И. А. Игры с иерархическим вектором интересов // Известия АН СССР. Техническая кибернетика. — 1974. — № 3. — С. 54—69.
- Гермейер Ю. Б., Ерешко Ф. И. Побочные платежи в играх с фиксированной последовательностью ходов // ЖВМиМФ. — 1974. — № 14:6. — С. 1437–1450.

## Память